# Alpes de Lanzo e da Alta Maurienne
Os Alpes de Lanzo e da Alta Maurienne  (em italiano:  Alpi di Lanzo e dell'Alta Moriana) é um maciço que faz parte dos Alpes Ocidentais na sua secção ds Alpes Graios e se encontra no Piemonte na Itália, e no departamento francês da Saboia na região de Ródano-Alpes, na França. O ponto mais alto é a Ponta do Charbonnel com 3.760 m de altitude.
A origem do nome vem do Vale de Lanzo, no Piemonte, e da região francesa Maurienne.
Em volta do maciço encontra-se o Colo do Monte Cenis, o Rio Arc, o Colo do Iserão, o Rio Isère, e o Vale de Susa.

## SOIUSA
A Subdivisão Orográfica Internacional Unificada do Sistema Alpino (SOIUSA) criada em 2005, dividiu os Alpes em duas grandes partes:Alpes Ocidentais e Alpes Orientais, separados pela linha formada pelo  Rio Reno - Passo de Spluga - Lago de Como - Lago de Lecco.
Os Alpes de Lanzo e da Alta Maurienne, Alpes da Vanoise e do Grande Arc, Alpes da Grande Sassière e do Rutor, Alpes do Grand Paradis, Alpes do Monte Branco, e Alpes do Beaufortain formam os Alpes Graios.

### Classificação  SOIUSA
Segundo a SOIUSA este acidente orográfico chama-se Alpes de Lanzo e da Alta Maurienne e é uma Sub-secção alpina  com a seguinte classificação:
- Parte = Alpes Ocidentais
- Grande sector alpino = Alpes Ocidentais-Norte
- Secção alpina = Alpes Graios
- Sub-secção alpina = Alpes de Lanzo e da Alta Maurienne
- Código = I/B-7.I

## Picos
Os picos principais dos Alpes de Lanzo e da Alta Maurienne são:

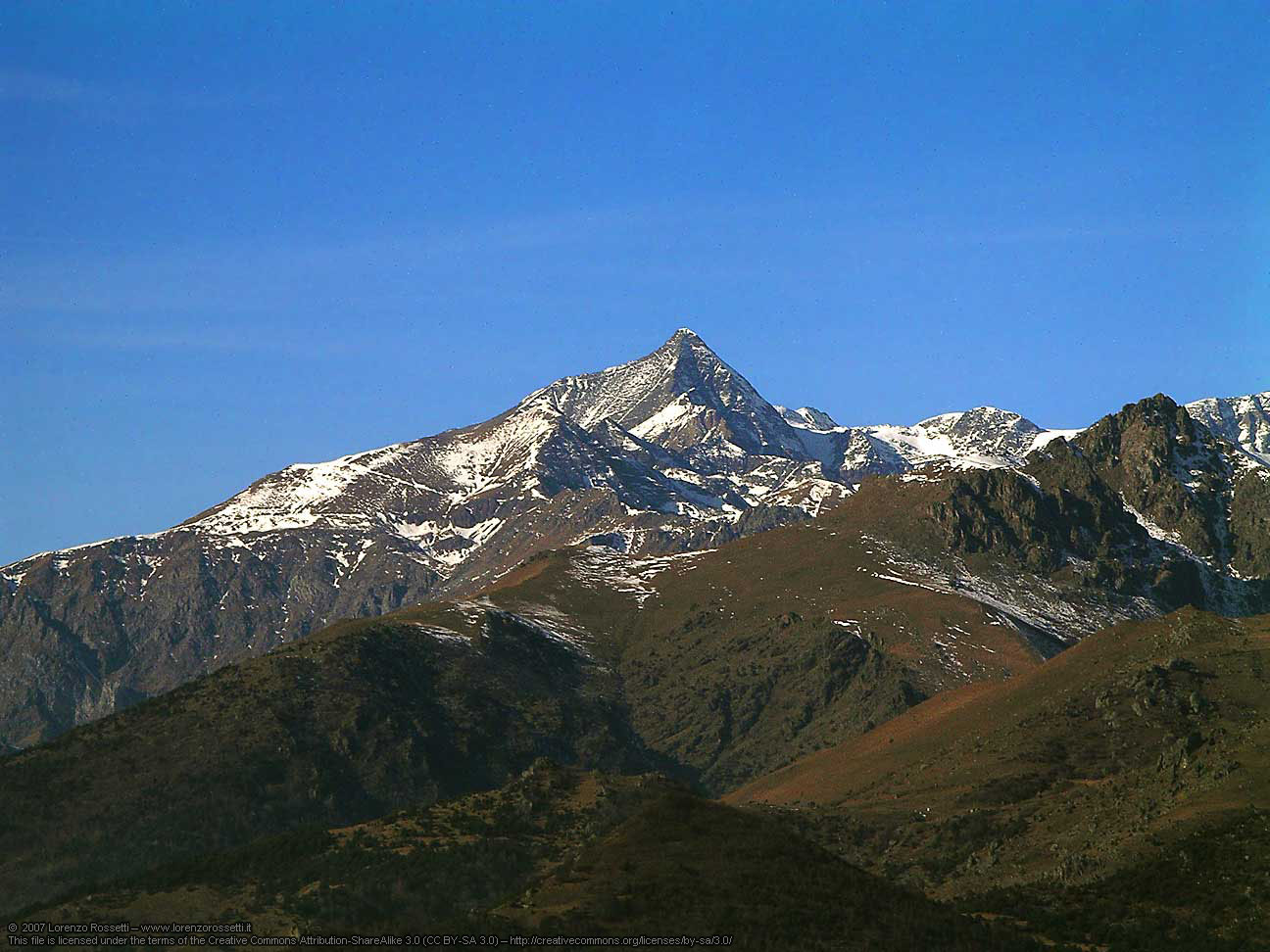
O Rocciamelone

| Nome                 | Altitude máxima (m) | Altitude máxima (pés) |  | Nome                       | Altitude máxima (m) | Altitude máxima (pés) |
| -------------------- | ------------------- | --------------------- |  | -------------------------- | ------------------- | --------------------- |
| Pointe de Charbonnel | 3760                | 12336                 |  | Uia di Ciamarella          | 3676                | 12061                 |
| Albaron              | 3638                | 11936                 |  | Levanna                    | 3615                | 11860                 |
| Pointe de Ronce      | 3618                | 11871                 |  | Uia di Bessanese           | 3601                | 11814                 |
| Pointe du Lamet      | 3504                | 11496                 |  | Grande Aiguille Rousse     | 3482                | 11423                 |
| Punta Marmottere     | 3384                | 11102                 |  | Signal du Grand Mont Cenis | 3377                | 11079                 |
| Aiguille Pers        | 3451                | 11322                 |  | Signal de l'Iseran         | 3237                | 10620                 |
| Croce Rossa          | 3567                | 11703                 |  | Punta d'Arnas              | 3540                | 11615                 |
| Torre d'Ovarda       | 3075                | 10089                 |  | Rocciamelone               | 3537                | 11605                 |
| Punta Chalanson      | 3530                | 11582                 |  | Bellavarda                 | 2345                | 7693                  |
| Monte Unghiasse      | 2939                | 9643                  |  | Monte Civrari              | 2302                | 7553                  |
| Monte Soglio         | 1971                | 6466                  |  | Monte Colombano            | 1658                | 5440                  |
| Monte Palon          | 2965                | 9727                  |  | Uia di Mondrone            | 2964                | 9724                  |
| Cima Mares           | 1654                | 5426                  |  | Monte Musinè               | 1150                | 3773                  |
| Barrouard            | 2858                | 9377                  |  | Punta di Pian Spigo        | 2540                | 8333                  |
| Punta Golai          | 2818                | 9245                  |  | Cima Autour                | 3021                | 9911                  |

## Imagens

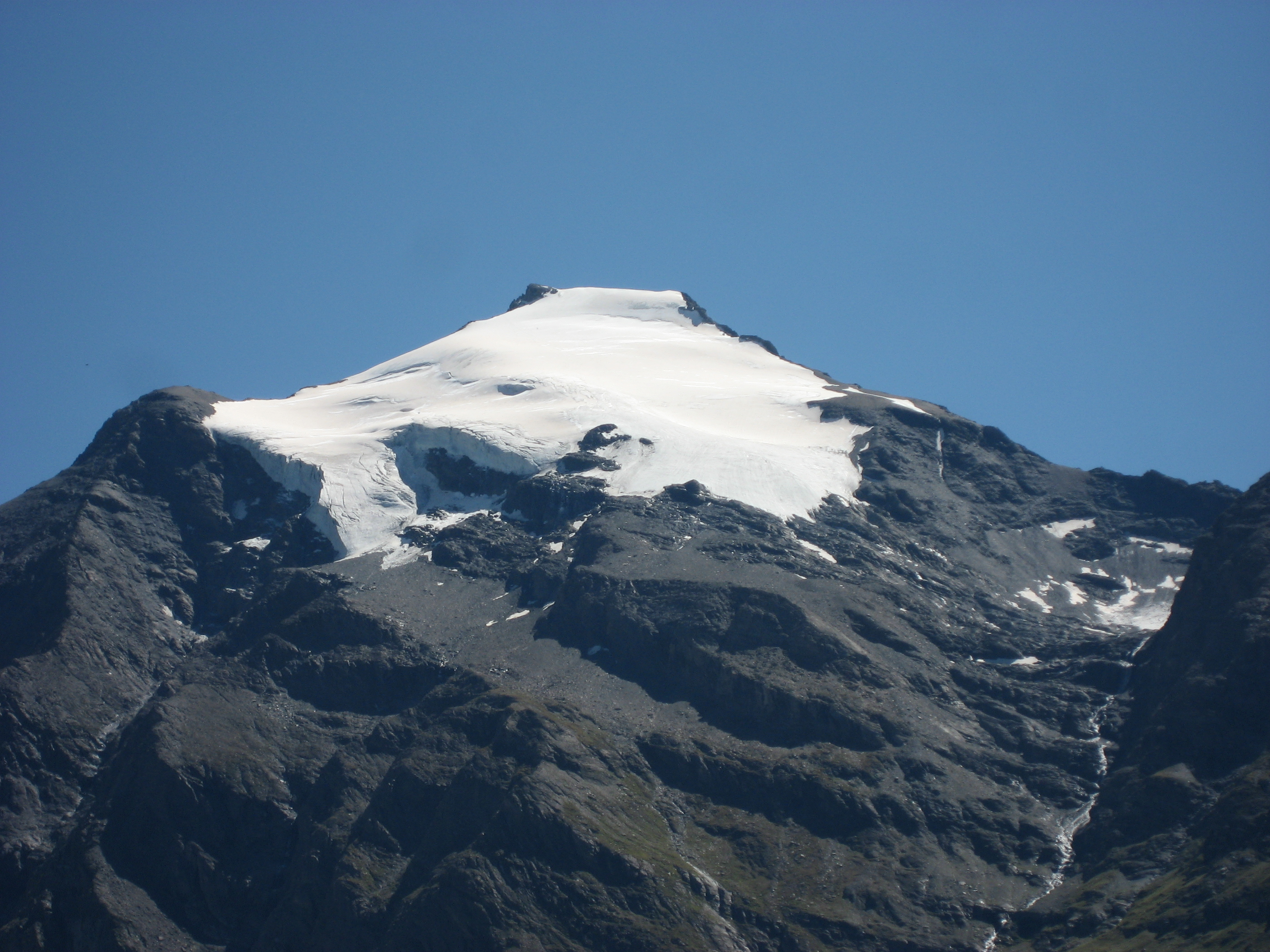
A Ponta do Charbonnel
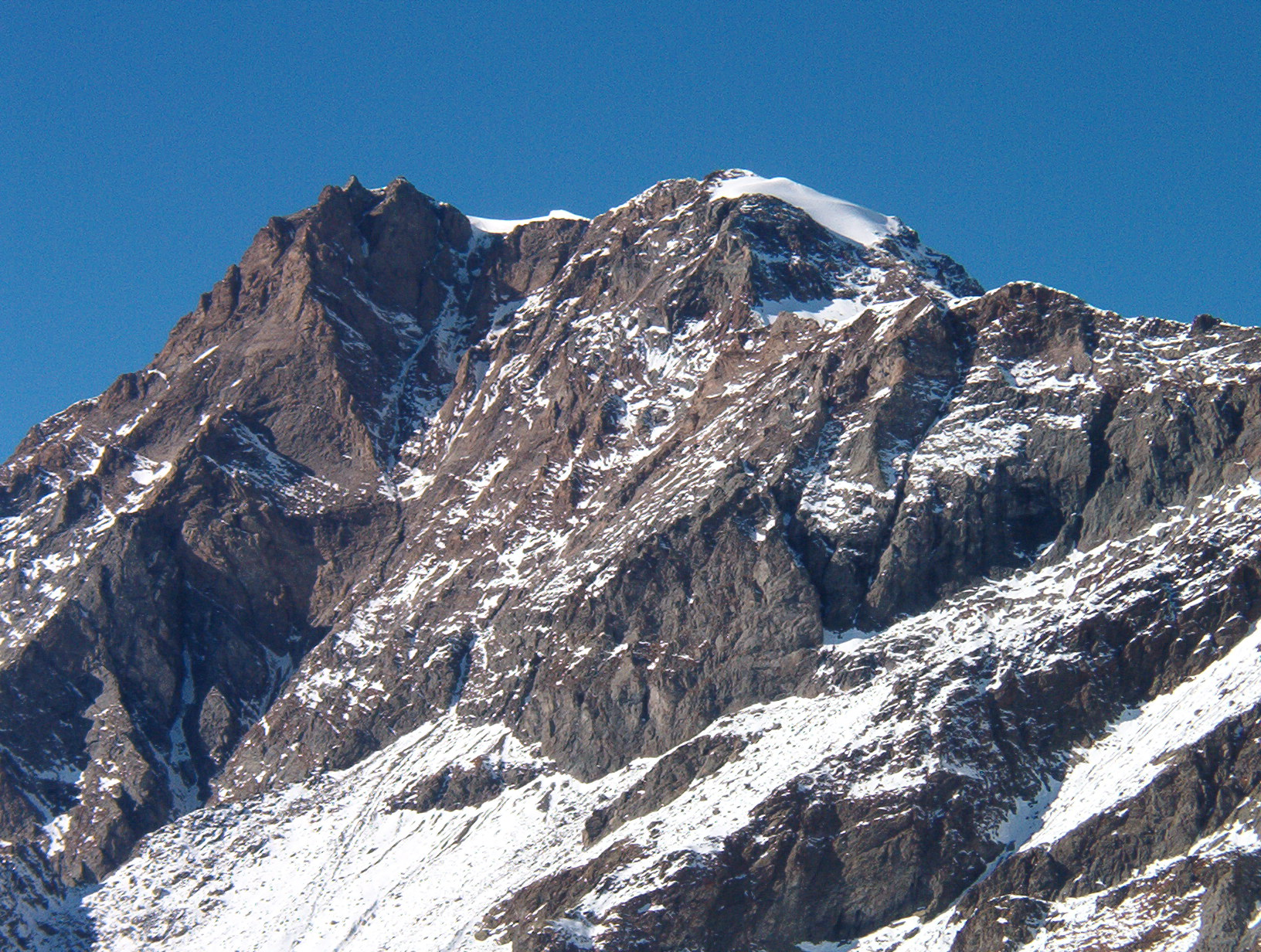
A Uia di Ciamarella
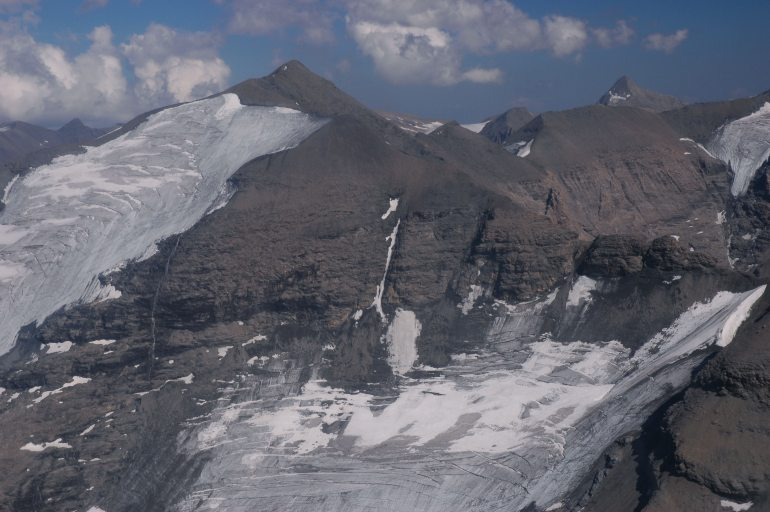
A Pointe de Ronce
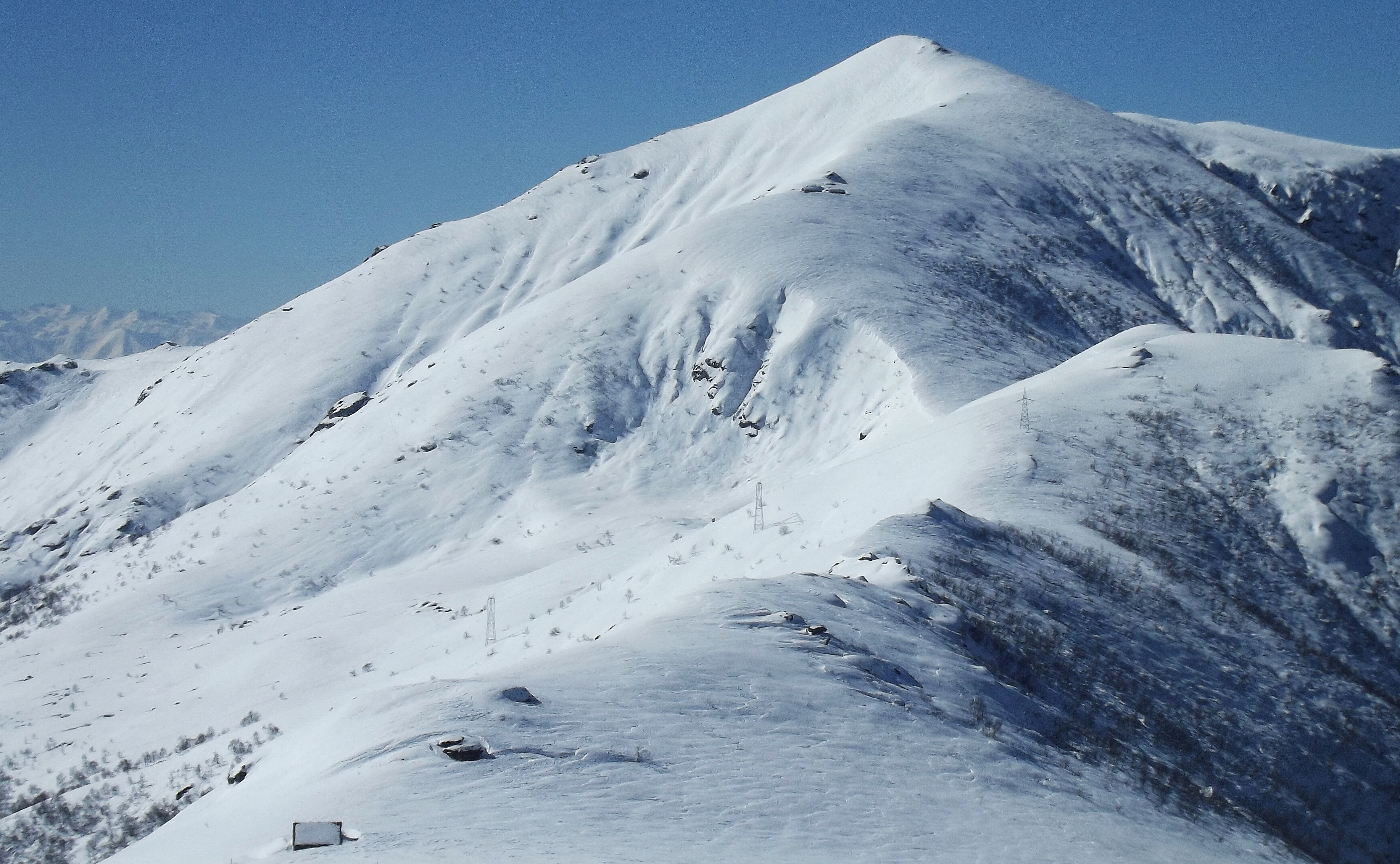
O Monte Soglio
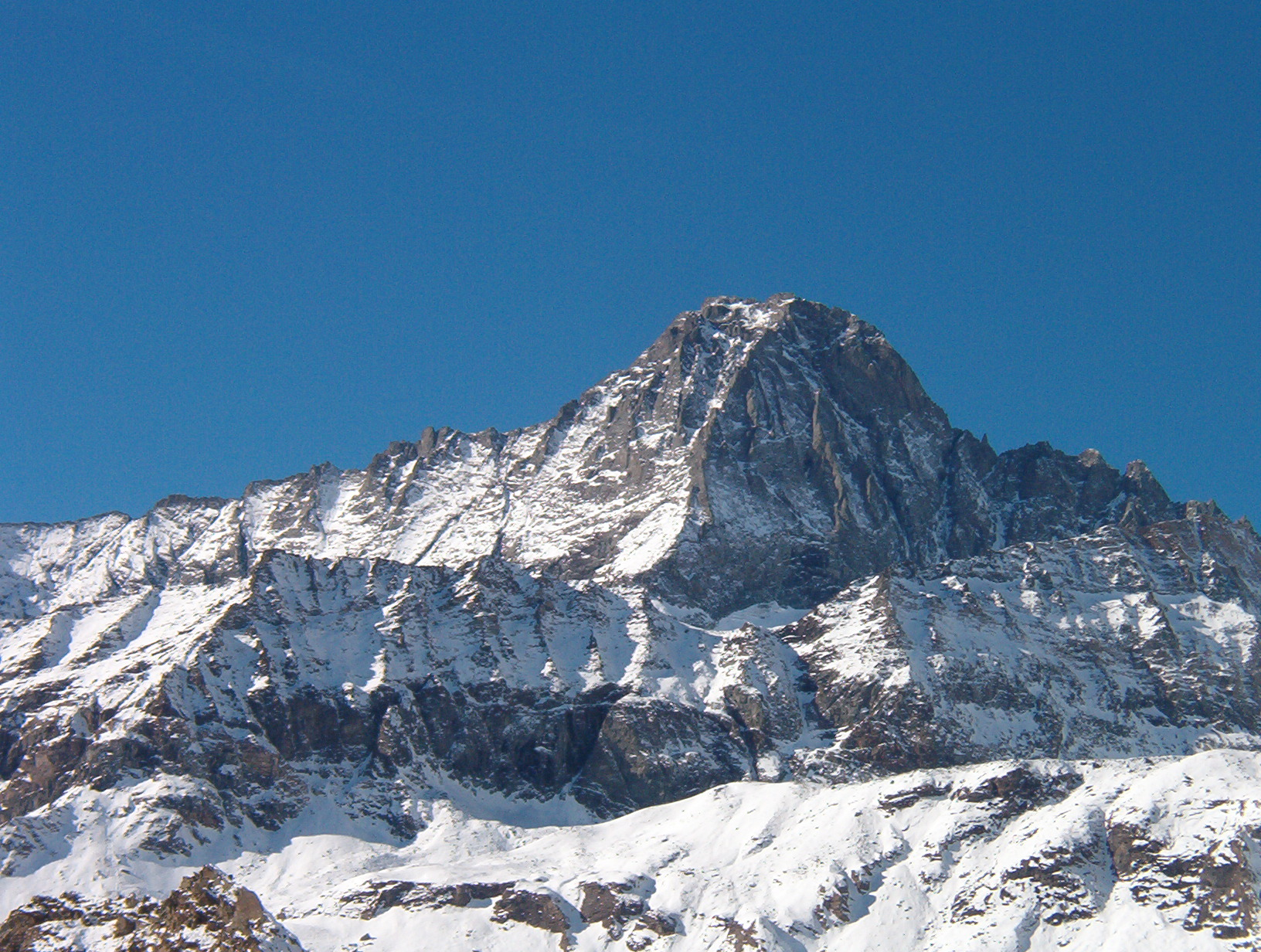
A Uia di Bessanese